# Trithemis nuptialis
Trithemis nuptialis – gatunek ważki z rodziny ważkowatych (Libellulidae).